# Победа (Победенское сельское поселение)
Побе́да — посёлок в Майкопском муниципальном районе Республики Адыгея России.
Входит в состав Победенского сельского поселения.

## Население
| 2002 | 2010 | 2013 | 2014 | 2015 | 2016 | 2017 |
| ---- | ---- | ---- | ---- | ---- | ---- | ---- |
| 890  | ↗913 | ↗931 | ↘911 | ↗921 | ↘909 | ↗918 |
| 2018 | 2019 | 2020 | 2021 | 2023 | 2024 |      |
| ↗922 | ↗933 | ↗942 | ↘807 | ↘806 | ↗810 |      |

По данным Всероссийской переписи населения 2021 года:
| Народ               | Численность, чел. | Доля от всего населения, % |
| ------------------- | ----------------- | -------------------------- |
| русские             | 622               | 77,08 %                    |
| адыги               | 34                | 4,21 %                     |
| армяне              | 26                | 3,22 %                     |
| другие / не указано | 125               | 15,49 %                    |
| всего               | 807               | 100,0 %                    |

## Улицы
- Железнодорожная,
- Тенистая,
- Шоссейная.